# Bułgaria na Letnich Igrzyskach Olimpijskich 1964
Bułgarię na Letnich Igrzyskach Olimpijskich 1964 reprezentowało 63 zawodników.

## Zdobyte medale
| Medal  | Zawodnik           | Dyscyplina  | Konkurencja                             |
| ------ | ------------------ | ----------- | --------------------------------------- |
| Złoto  | Enju Wyłczew       | Zapasy      | waga lekka w stylu wolnym               |
| Złoto  | Prodan Gardżew     | Zapasy      | waga średnia w stylu wolnym             |
| Złoto  | Bojan Radew        | Zapasy      | waga półciężka w stylu klasycznym       |
| Srebro | Weliczko Weliczkow | Strzelectwo | karabin małokalibrowy trzy postawy 50 m |
| Srebro | Stanczo Kolew      | Zapasy      | waga półśrednia w stylu wolnym          |
| Srebro | Ljutwi Achmedow    | Zapasy      | waga ciężka w stylu klasycznym          |
| Srebro | Kirił Petkow       | Zapasy      | waga półśrednia w stylu klasycznym      |
| Srebro | Angeł Kerezow      | Zapasy      | waga musza w stylu klasycznym           |
| Brąz   | Said Mustafow      | Zapasy      | waga półciężka w stylu wolnym           |
| Brąz   | Aleksandyr Nikołow | Boks        | waga półciężka (81 kg)                  |